# Kyrene (Nymphe)

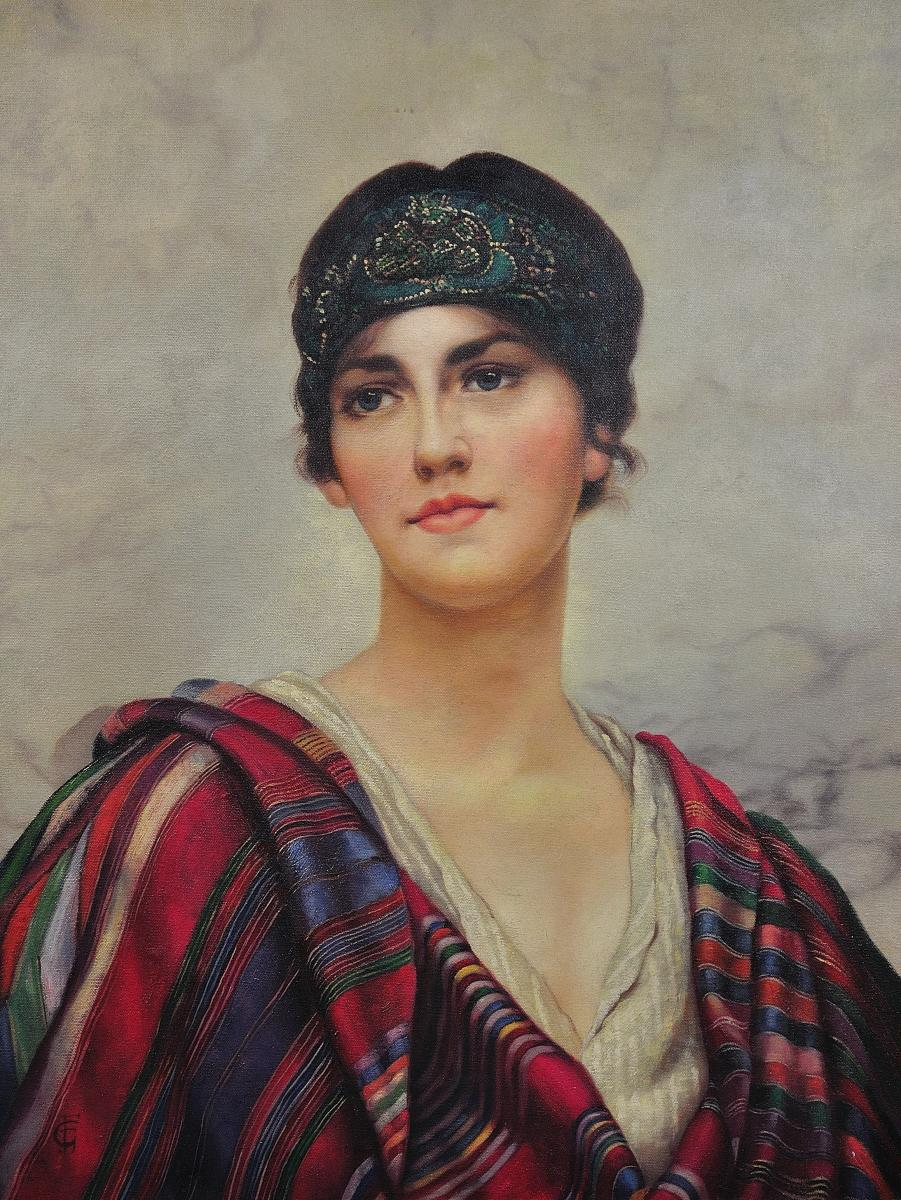
Cyrene, 1882
von William Clarke Wontner

Kyrene (altgriechisch Κυρήνη Kyrḗnē, deutsch ‚oberste Herrscherin‘; vgl. hierzu auch κυρία kyría, deutsch ‚Herrin, Gebieterin‘) ist eine Nymphe der griechischen Mythologie. Kyrene taucht in der neunten Pythischen Ode des Pindar auf, ihr Vater ist Hypseus der König von Lapiths, welcher durch seine Eltern, die Najade und Gaiatochter Kreusa und den Flussgott Peneios als Heros in zweiter Generation von Okeanos abstammte.
Pindar beschreibt weiter, dass sich die jugendliche Kyrene nicht im Weben und in den häuslichen Dingen hervortat, wie es dem Frauenbild der griechischen Antike entsprach, sondern stattdessen in der Art der mannhaften Heroine das Vieh ihres Vaters mit Schwert und bronzenen Wurfspeeren vor wilden Tieren schützte. So begab es sich, dass Kyrene während des Hütens mit bloßen Händen mit einem fürchterlichen Löwen rang. Als der Gott Apollon, Sohn der Leto, während einer Fahrt mit dem Streitwagen der kämpfenden Kyrene gewahr wurde, entflammte er, beeindruckt durch ihren Kampfgeist und resolute Art, in Liebe zu ihr und entführte die Schöne, nachdem er Rücksprache mit dem Kentauren Cheiron gehalten hatte, nach Nordafrika. Dort wurden beide von der Göttin Aphrodite getraut. In Libyen gebar Kyrene dem Heros den Aristaeus und einen zweiten Sohn Idmon.
Aus vielen Versionen Kyrenes Geschichte geht hervor, dass Apollons Interesse an ihr nach einiger Zeit abschwächte und sie sich zunehmend einsam fühlte. So wurde der Kriegsgott Ares auf sie aufmerksam, nahm sie mit in ihre alte Heimat zu den Lapithen und er und Kyrene hatten eine kurze Liebschaft, die allerdings auch nicht beständig war. Schlussendlich kehrte Kyrene nach Nordafrika zurück, wo Apollon auf sie wartete und sich für sein langes Fernbleiben entschuldigte. Als Dank für die schöne gemeinsame Zeit verwandelte er sie in eine Nymphe und band sie somit einerseits an das Tal, in dem sie lebte, vereinigte sie aber auch mit der von ihr so geliebten Natur.
Weiter soll Kyrene (falls es sich um ein und dieselbe Sagengestalt handelt) den Diomedes von Thrakien geboren haben.
Neben Pindar nennt auch Kallimachos Kyrene in seinem zweiten und dritten Hymnos.